# El Campo (Texas)
Pour les articles homonymes, voir El Campo.
La ville d’El Campo est située dans le comté de Wharton, dans l’État du Texas, aux États-Unis. Sa population s’élevait à 11 602 habitants lors du recensement de 2010, estimée à 11 766 habitants en 2016. C’est la localité la plus peuplée du comté.

## Source
- (en) Cet article est partiellement ou en totalité issu de l’article de Wikipédia en anglais intitulé « El Campo, Texas » (voir la liste des auteurs).